# Youlan
Youlan (幼蘭), född 1884, död 1921, även känd som Funiu, prinsessgemålen Chun eller, informellt, som lady Aisin Gioro, var en kinesisk prinsessa. Hon var mor till Kinas sista kejsare, Puyi.

## Biografi
Youlan var dotter till manchugeneralen Ronglu. Hennes far var kusin till änkekejsarinnan Cixi och ledare av hovets konservativa fraktion, och Cixi belönade hans stöd genom att göra hans dotter Youlan till medlem av kejsarhuset genom äktenskap med prins Zaifeng. Zaifeng ogillade hennes far, och parets relation var olycklig. De fick fem barn, tre döttrar och två söner. 
Youlan separerades från sin äldste son Puyi då han blev kejsare år 1908, och tilläts sedan träffa honom vid bara enstaka besök. Hon stannade i makens palats Norra Residenset, medan Puyi fördes till kejsarhovet. Någon gång efter år 1911 gifte maken sig med en konkubin och fick flera barn med denna.
Youlan begick självmord år 1921 genom att svälja opium. Hon hade strax dessförinnan blivit offentligt utskälld vid en audiens av Duankang, kejsarhusets dåvarande främsta dam, över sin sons uppträdande. 